# 苄基三乙基氯化铵
苄基三乙基氯化铵（TEBAC，BTEAC）是一种季铵盐，化学式为C13H22ClN。它可由三乙胺和氯化苄在氧化镍纳米颗粒的催化下加热反应得到。它和碲氢化钠在二甲基甲酰胺中反应，生成三乙胺。它可以和金属卤化物反应，生成相应卤配合物的季铵盐。它在有机合成中可用作相转移催化剂和苄基化试剂。